# Марс-79
Марс-79, Марс-5М — второй советский проект доставки марсианского грунта на Землю.
Первоначально проект Марс-5НМ доставки марсианского грунта был предложен в 1970 году с одним запуском тяжёлой АМС на сверхтяжёлой ракете-носителе Н-1. По этому варианту миссии был защищён эскизный проект. Ракета должна была стартовать в 1975 году с доставкой грунта в 1977 году. Но в 1973 году в связи с неудачами «Н-1» проект закрыли.
В том же 1973 году был предложен новый проект — «5М». Он ориентировался на тяжёлую ракету «Протон». Но так как эта ракета имела недостаточную для миссии грузоподъёмность, то решено было организовать двухпусковую схему. Первым должен был стартовать орбитальный модуль, а затем посадочный. Они стыковались на околоземной орбите и летели к Красной планете в связке. На орбите Марса орбитальный аппарат проводил съёмку поверхности, выбирая место для посадочного модуля. После посадки брались пробы грунта (около 500 грамм), помещались в находящийся во взлётной ракете спускаемый на Землю аппарат, и она стартовала с Марса. Посадочный модуль оставался проводить дальнейшие научные исследования. На орбите взлётная ракета состыковывалась с орбитальным аппаратом, спускаемая капсула перемещалась в орбитальный модуль, взлётная ракета отстреливалась, и связка орбитальный аппарат и спускаемый аппарат летела к Земле. На орбите Земли спускаемый аппарат отстыковывался и летел на Землю. Запуск двух орбитальных аппаратов и двух посадочных аппаратов (четыре пуска «Протона») планировался на ноябрь 1979 года, возврат на Землю через 3 года. Вес аппарата по проекту 5М составил 8700 кг.
Проект был утверждён в начале 1974 года. К концу 1977 года уже был защищён эскизный проект, были изготовлены технологические макеты станции, начиналась сборка лётных образцов, полным ходом шли испытания тех- и электромакетов, запуск планировался на 1979 г. Но в это же время отношение правительства к проекту «5М» изменилось. К станции «Салют-6» не смог пристыковаться КК «Союз-25». Там использовалась стыковочная система Игла, и она отказала. На КА «М-79» использовался аналог этой системы, и потому весь проект был объявлен крайне ненадёжным. В конце концов 17 ноября 1977 года программа была закрыта, все макеты и лётные образцы станции были уничтожены.